# Amenia imperialis
Amenia imperialis är en tvåvingeart som beskrevs av Robineau-desvoidy 1830. Amenia imperialis ingår i släktet Amenia och familjen spyflugor. Inga underarter finns listade i Catalogue of Life.

## Bildgalleri

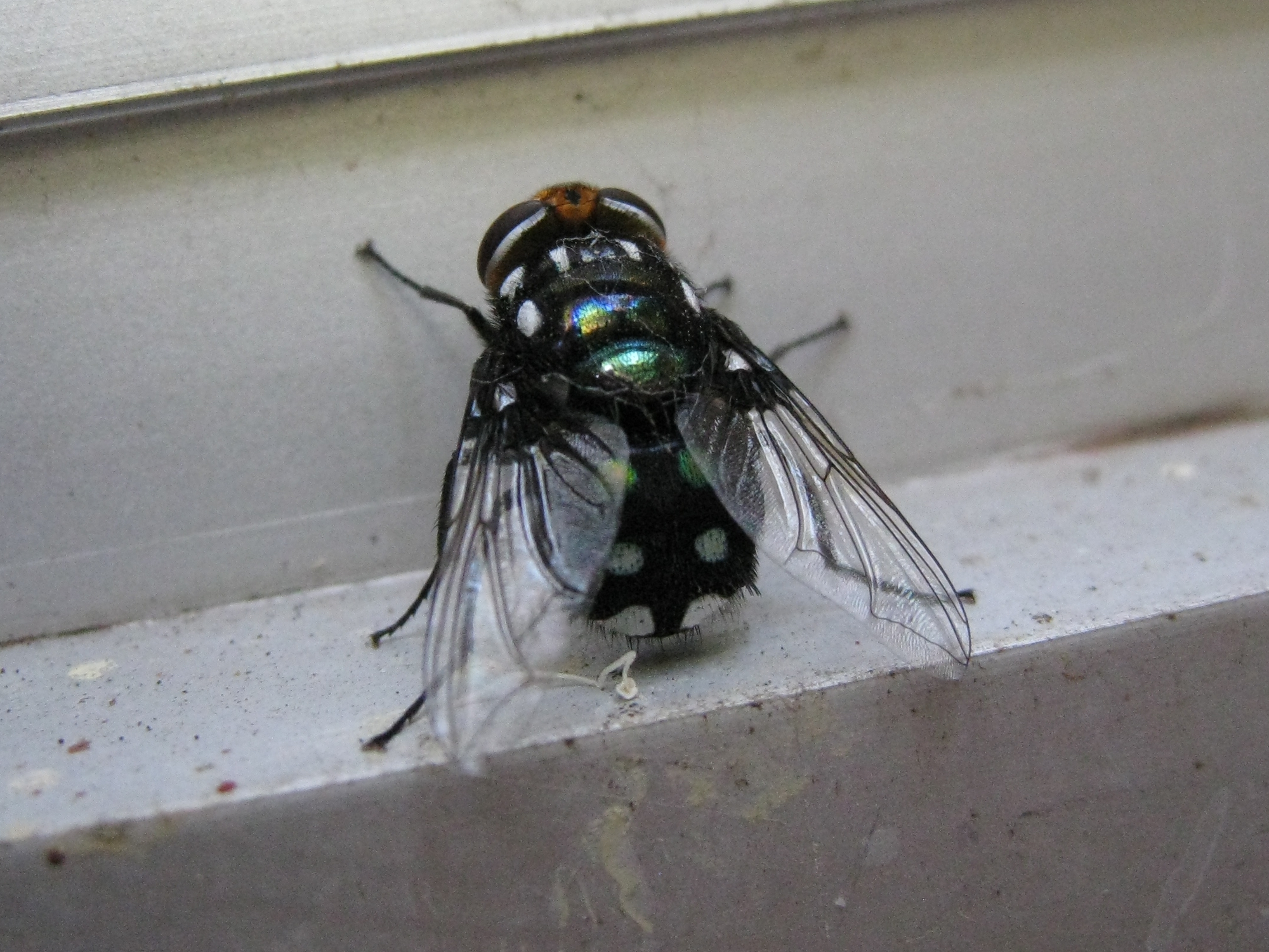
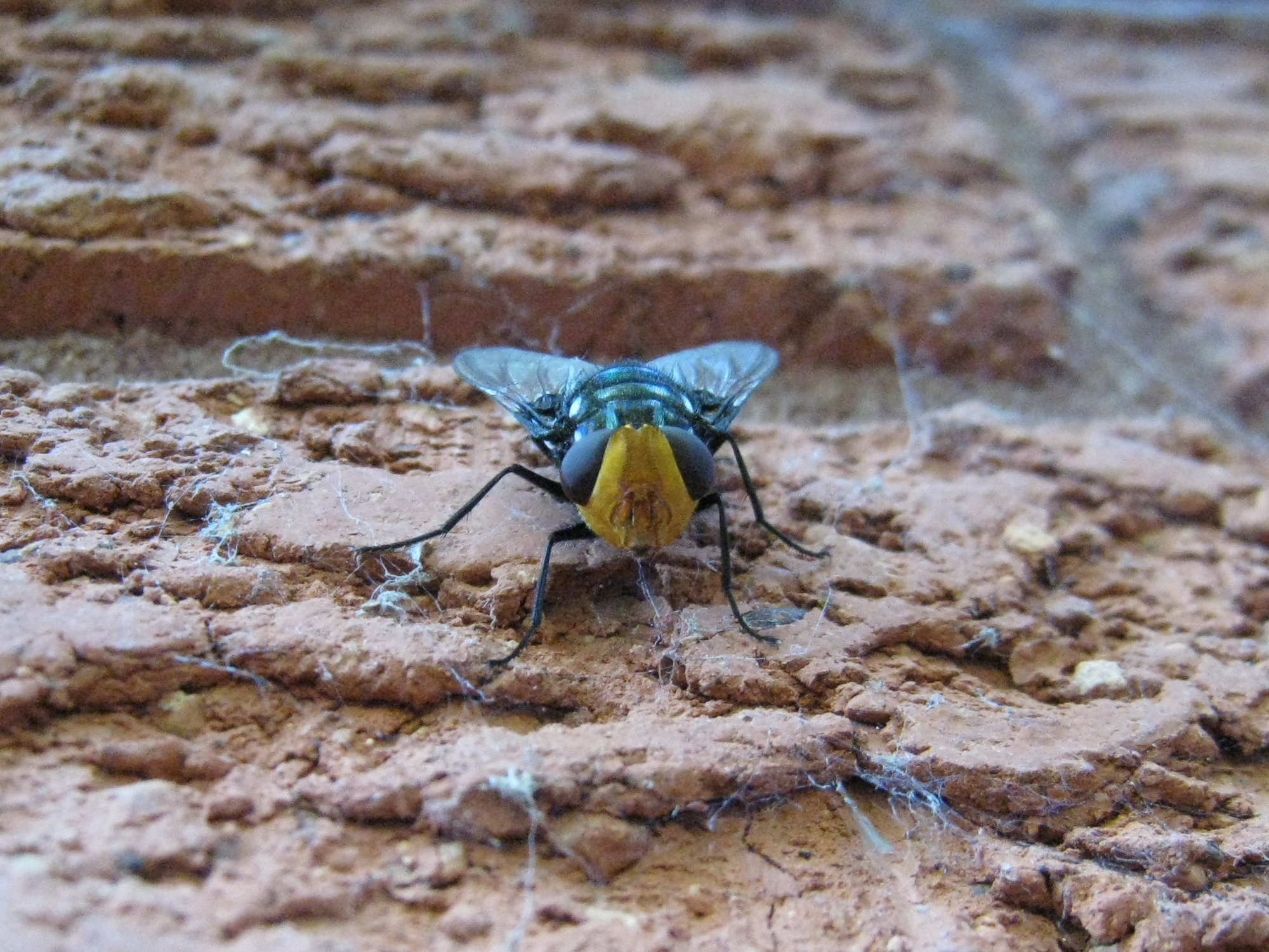
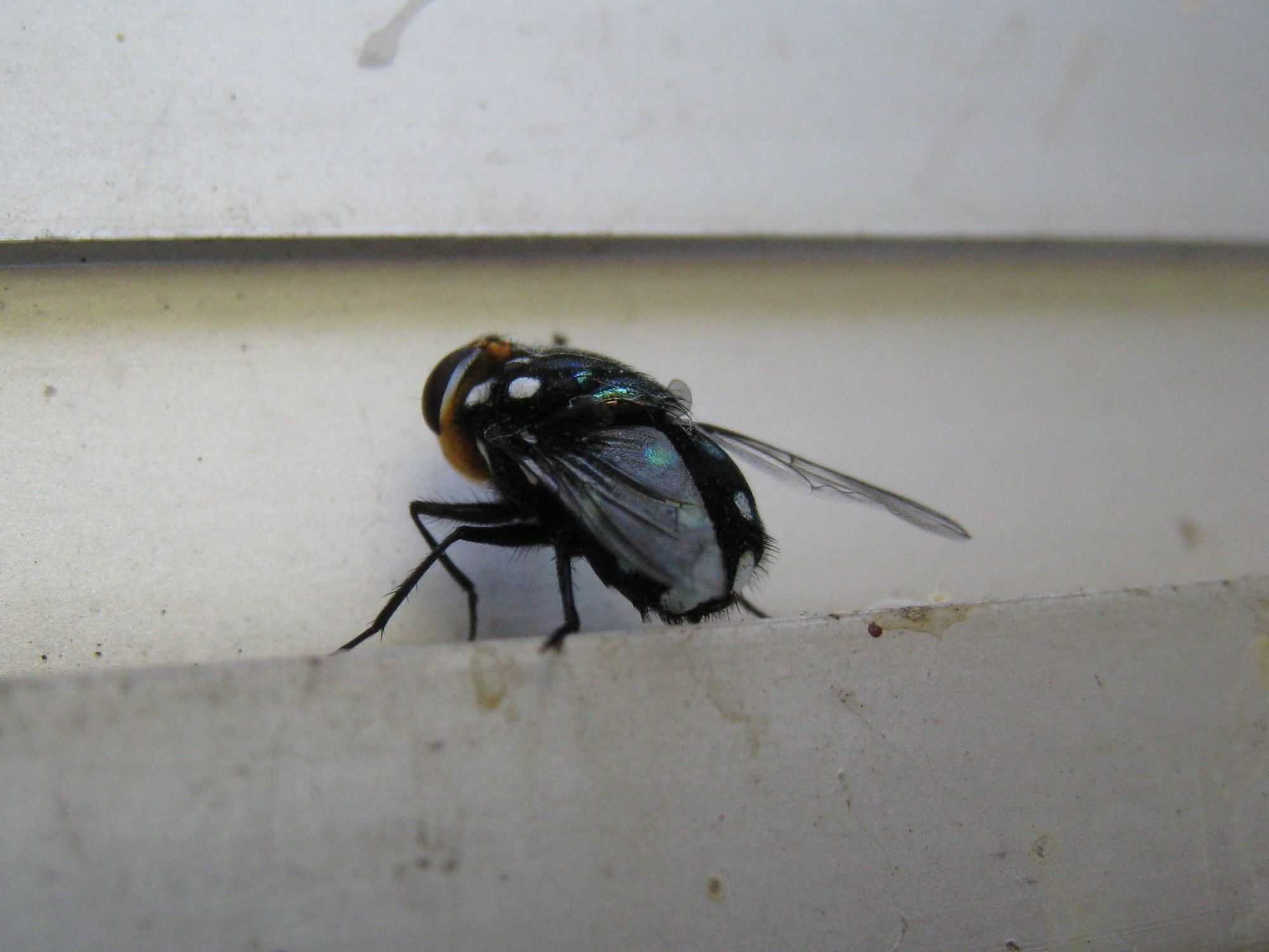
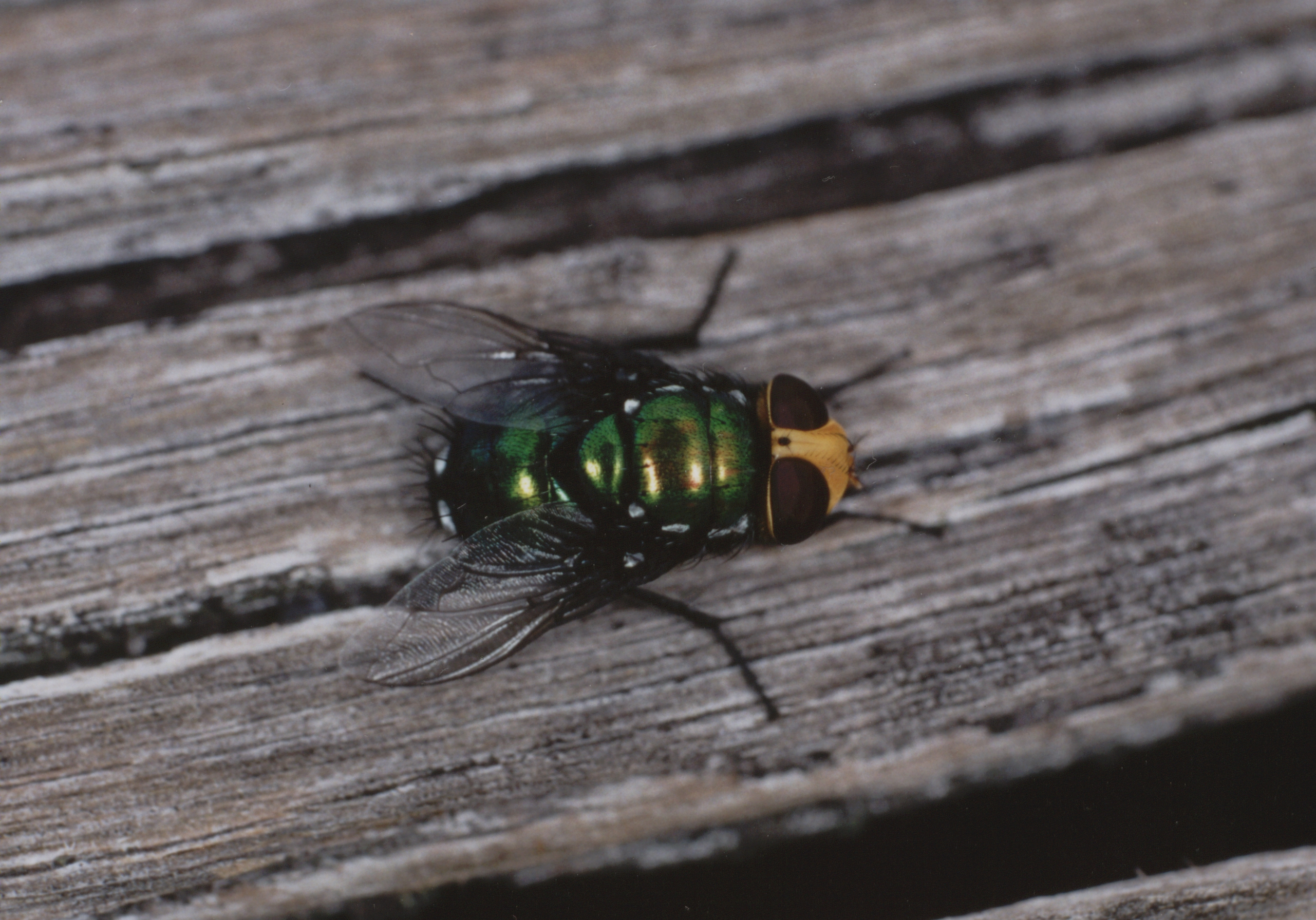
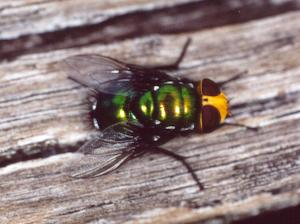